# Paducah
Paducah es un pueblo ubicado en el condado de Cottle en el estado estadounidense de Texas. En el Censo de 2010 tenía una población de 1.186 habitantes y una densidad poblacional de 303,46 personas por km².

## Geografía
Paducah se encuentra ubicado en las coordenadas 34°0′50″N 100°18′13″O / 34.01389, -100.30361. Según la Oficina del Censo de los Estados Unidos, Paducah tiene una superficie total de 3.91 km², de la cual 3.9 km² corresponden a tierra firme y (0.2%) 0.01 km² es agua.

## Demografía
Según el censo de 2010, había 1.186 personas residiendo en Paducah. La densidad de población era de 303,46 hab./km². De los 1.186 habitantes, Paducah estaba compuesto por el 79.68% blancos, el 10.2% eran afroamericanos, el 0.08% eran amerindios, el 0% eran asiáticos, el 0.08% eran isleños del Pacífico, el 7.93% eran de otras razas y el 2.02% pertenecían a dos o más razas. Del total de la población el 22.26% eran hispanos o latinos de cualquier raza.